# Alois Grillmeier
Alois Grillmeier (né à Pechbrunn en royaume de Bavière le 1er janvier 1910 et mort à Unterhaching (Allemagne) le 13 septembre 1998) est un prêtre jésuite allemand, théologien et professeur de théologie. Il fut créé cardinal en 1994.

## Biographie

### Jeunesse
Alois Grillmeier naît en 1910 à Pechbrunn, au sein du royaume de Bavière. Il est le fils de Joseph Grillmeier et de Maria Weidner, et a huit frères et sœurs. Il étudie au gymnasium de Ratisbonne, et entre le 11 avril 1929 dans l’ordre jésuite, où il poursuit ses études au collège Berchmans à Pullach, près de Munich, de 1931 à 1934, puis la théologie au théologat allemand de Fauquemont, aux Pays-Bas, de 1934 à 1936, et enfin jusqu’en 1938 à la faculté de philosophie et de théologie de Sankt Georgen, à Francfort. Après un séjour d’études à Rome, il obtient en 1942 le titre de docteur en théologie de l'université de Fribourg-en-Brisgau. 

### Prêtre
Alois Grillmeier est ordonné prêtre le 24 juin 1937. Après la fin de ses études, il est mobilisé dans l’armée allemande, et rejoint sa branche médicale après une formation à Ulm. Il est ensuite envoyé sur le front de l'Est pour soigner les blessés des combats contre les forces soviétiques. À la fin de la Seconde Guerre mondiale, il est rapidement libéré car il n'était que dans le corps médical allemand.  
Grillmeier enseigne la théologie fondamentale et dogmatique de 1948 à 1978 à Pullach, puis à Francfort à la Faculté de Sankt Georgen. Il est en particulier reconnu pour ses apports en christologie, pour sa relecture des Pères de l'Eglise. Il forma toute une génération de théologiens à la patristique, comme Brian E. Daley.
Il participe au IIe concile œcuménique du Vatican entre 1962 et 1965, en tant que secrétaire de Wilhelm Kempf. Il collabore à cette occasion à la rédaction de Lumen Gentium et de Dei Verbum. Il est envoyé en Zambie et au Malawi - quatre voyages entre 1963 et 1966 - pour y communiquer les décisions du concile avant de revenir à la Faculté de Sankt Georgen pour continuer sa carrière d'enseignant.  
Entre 1964 et 1965 il est directeur de la revue Scholastik. De 1966 à 1977 il dirigera la revue Theologie und Philosophie.

### Cardinal
Le père Alois Grillmeier est créé cardinal par Jean-Paul II, non-électeur car alors âgé de 84 ans, lors du consistoire du 26 novembre 1994 avec le titre de cardinal-diacre de S. Nicola in Carcere. Comme d'autres cardinaux jésuites, il décline la consécration épiscopale.
Il meurt le 13 septembre 1998 à Unterhaching, en Bavière, et est enterré dans le cimetière du collège Berchmans, à Pullach.

## Écrits
- Le Christ dans la Tradition chrétienne, II/1 : Le Concile de Chalcédoine (451). Réception et opposition (451-513), trad. Sr Pascale-Dominique Nau, op (Paris : Cerf, 1990).
- Le Christ dans la Tradition chrétienne, II/2 : L'Église de Constantinople au VIe siècle, trad. Sr Pascale-Dominique Nau, op (Paris : Cerf, 1993).
- Le Christ dans la Tradition chrétienne, II/4 : L'Église d'Alexandrie, la Nubie et l'Éthiopie après 451, trad. Sr Pascale-Dominique Nau, op (Paris : Cerf, 1196).
- Le Christ dans la tradition chrétienne ; de l'âge apostolique au concile de Chalcédoine (451), trad. Sr Pascale-Dominique Nau, op (Paris : Cerf, 2003)[2].